# Kompaktkamera
Eine Kompaktkamera ist ein kleiner und unter Betrachtung seiner Bauform vergleichsweise leichter Fotoapparat. Kompaktkameras sind in der Regel Sucherkameras für das Kleinbild-, APS- oder Kleinstbildformat. Bei den am häufigsten verkauften Digitalkameras handelt es sich ebenfalls um Kompaktkameras.

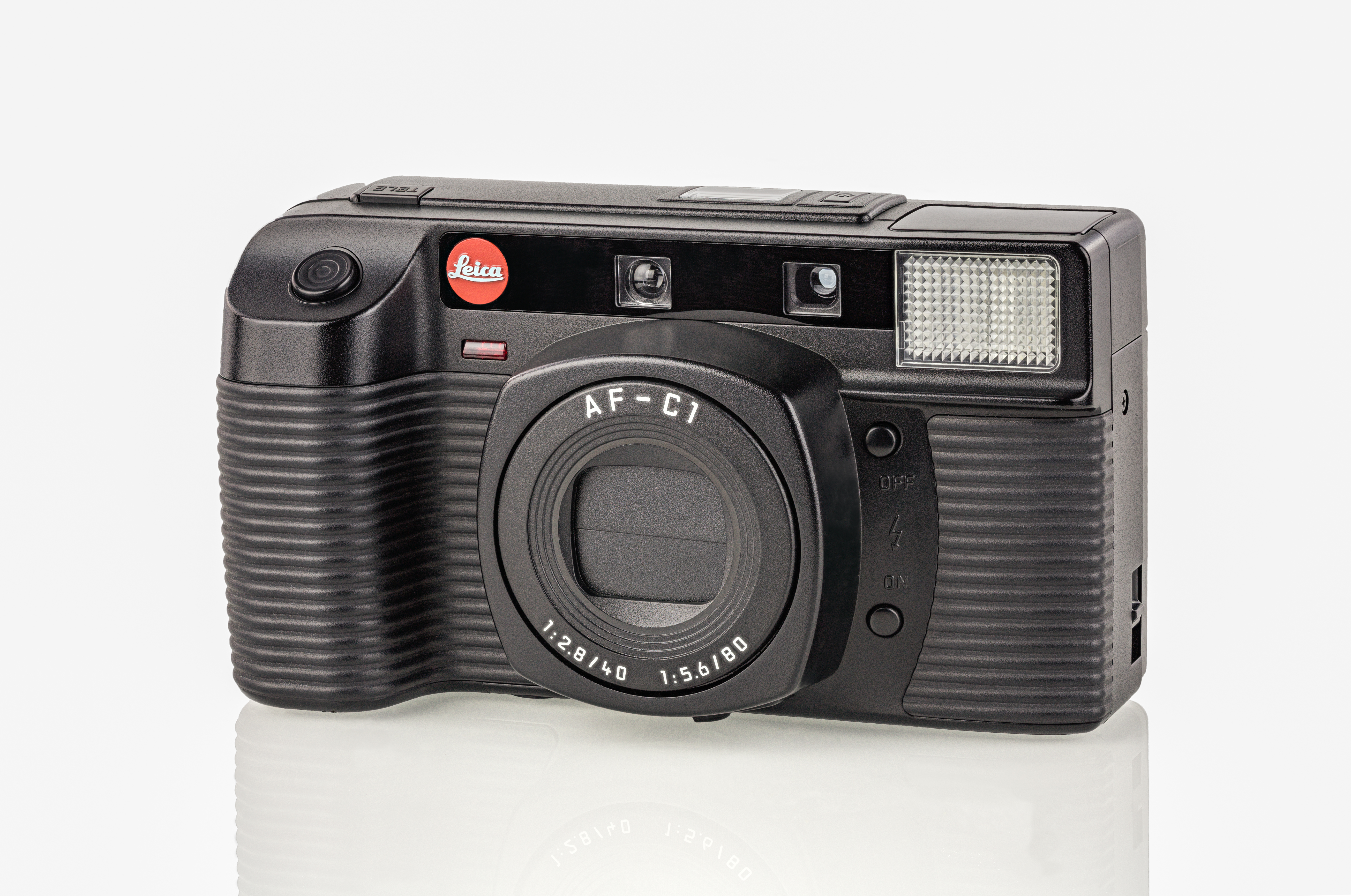
Leica AF-C1 (1988), analoge Kleinbild-Kompaktkamera

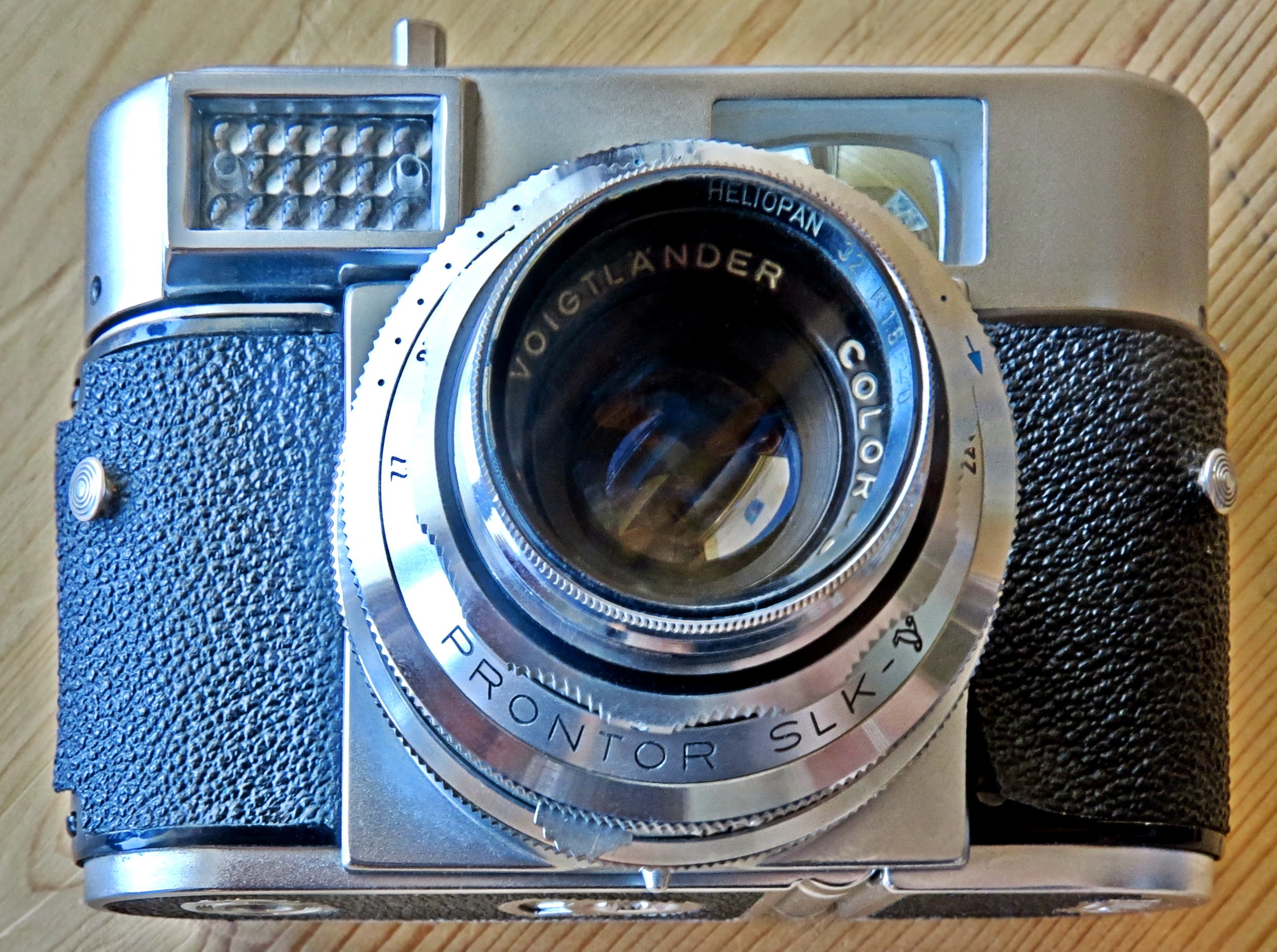
Voigtländer Vitomatic I (1957)

Der Begriff wird teilweise auch als Gegenbegriff zu Systemkamera verwendet, also für alle Fotokameras mit festem Objektiv, deren schwerste Vertreter bis zu eineinhalb Kilogramm wiegen können.

## Merkmale
Kompaktkameras weisen meist einen – im Vergleich zur Spiegelreflexkamera oder Bridgekameras (die ein Mittelding zwischen der kompakten und der Spiegelreflexkamera darstellen) – geringeren Funktionsumfang auf, liefern häufig aufgrund einfacher Komponenten eine schlechtere Bildqualität, sind jedoch auch erheblich preiswerter. Typische Eigenschaften für Kameras dieser Klasse sind auch die Vollautomatik, verschiedene Motivprogramme sowie ein Spritzwasserschutz.

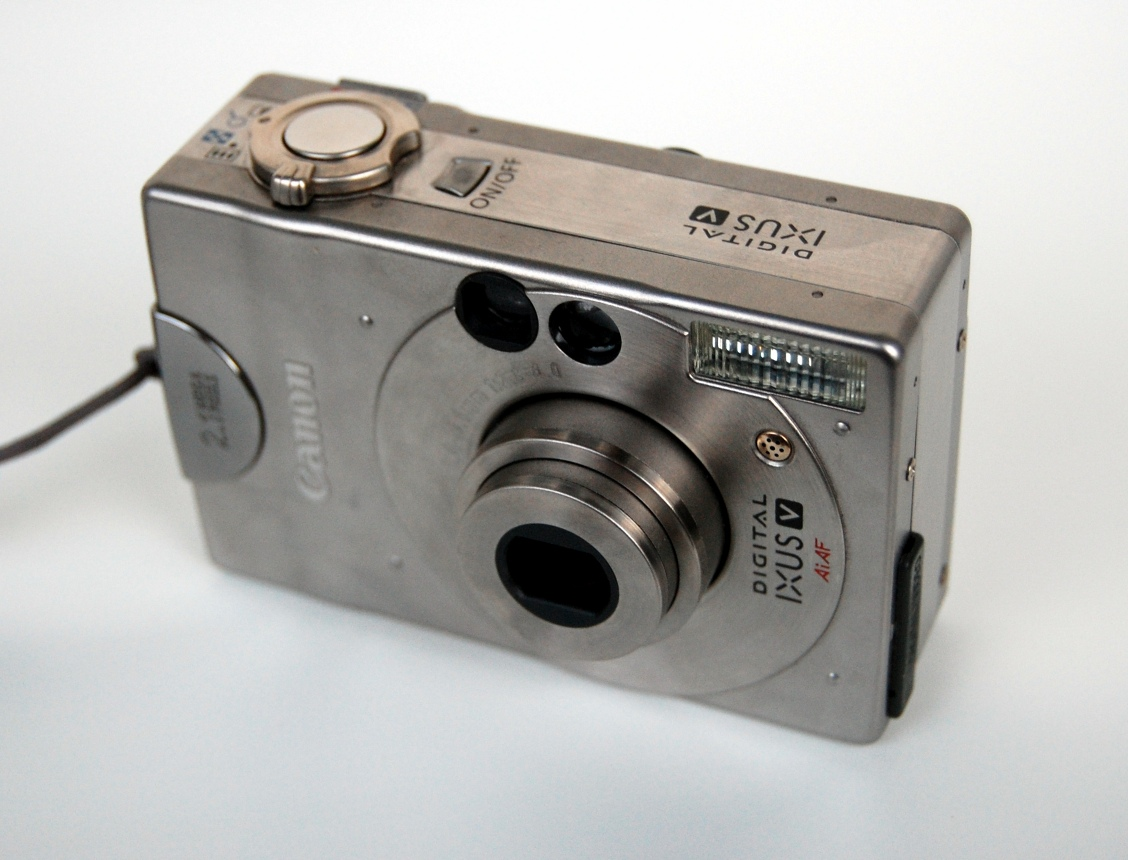
Canon Digital Ixus V, frühes Modell mit 2,1 MP-Sensor

Ein Beispiel für eine verbreitete Kompakt-Digitalkamera ist die im Mai 2000 vorgestellte Digital IXUS von Canon. Sie verfügte über ein optisches zweifach-Zoomobjektiv sowie einen CCD-Bildsensor mit einer Auflösung von etwa zwei Megapixeln.
Eine Sonderform der Kompaktkamera wird häufig als „Edelkompakte“ paraphrasiert; dabei handelt es sich um besonders hochwertig ausgestattete Modelle mit aufwendiger Verarbeitung und hochwertigen Komponenten. Beliebte Vertreter dieser Klasse für das Kleinbildformat sind zum Beispiel die Olympus µ(mju:)-II und die nicht mehr erhältliche T5 von Yashica. Dieses gelegentlich auch als „Schärfewunder“ bezeichnete Modell verfügt als besonderes Ausstattungsmerkmal über eine vergleichsweise hochwertige Optik von Carl Zeiss, das T* Tessar, mit einer Lichtstärke von 1:3,5. Weitere bekannte Beispiele von Kleinbildkompaktkameras, die sich einen guten Ruf erworben haben, sind die Rollei 35, Minox 35, Ricoh GR1, Leica Minilux und CM, Olympus XA, Nikon 35Ti und Contax TVS und T2/T3. Alle der vorstehenden Modelle bestechen durch sehr hochwertige, lichtstarke Markenobjektive, die meist Festbrennweiten sind, um eine besonders hohe Bildqualität zu ermöglichen.
Gewissermaßen das Gegenteil dieser Spitzenmodelle sind die seit Anfang der 1990er Jahre erhältlichen Einwegkameras, bei denen ein Filmwechsel eigentlich nicht vorgesehen ist. Die Kameras sind mit einem Fixfokus-Objektiv bestückt und müssen, nach der Entnahme des Films im Labor, als Ganzes entsorgt werden.
Daneben gibt es im fotografischen Bereich der Lomografie eine recht einfache Kleinbildkompaktkamera, mit deren Hilfe dieser Aufnahmestil mitgründet wurde, nämlich die Lomo LC-A.

## Geschichte

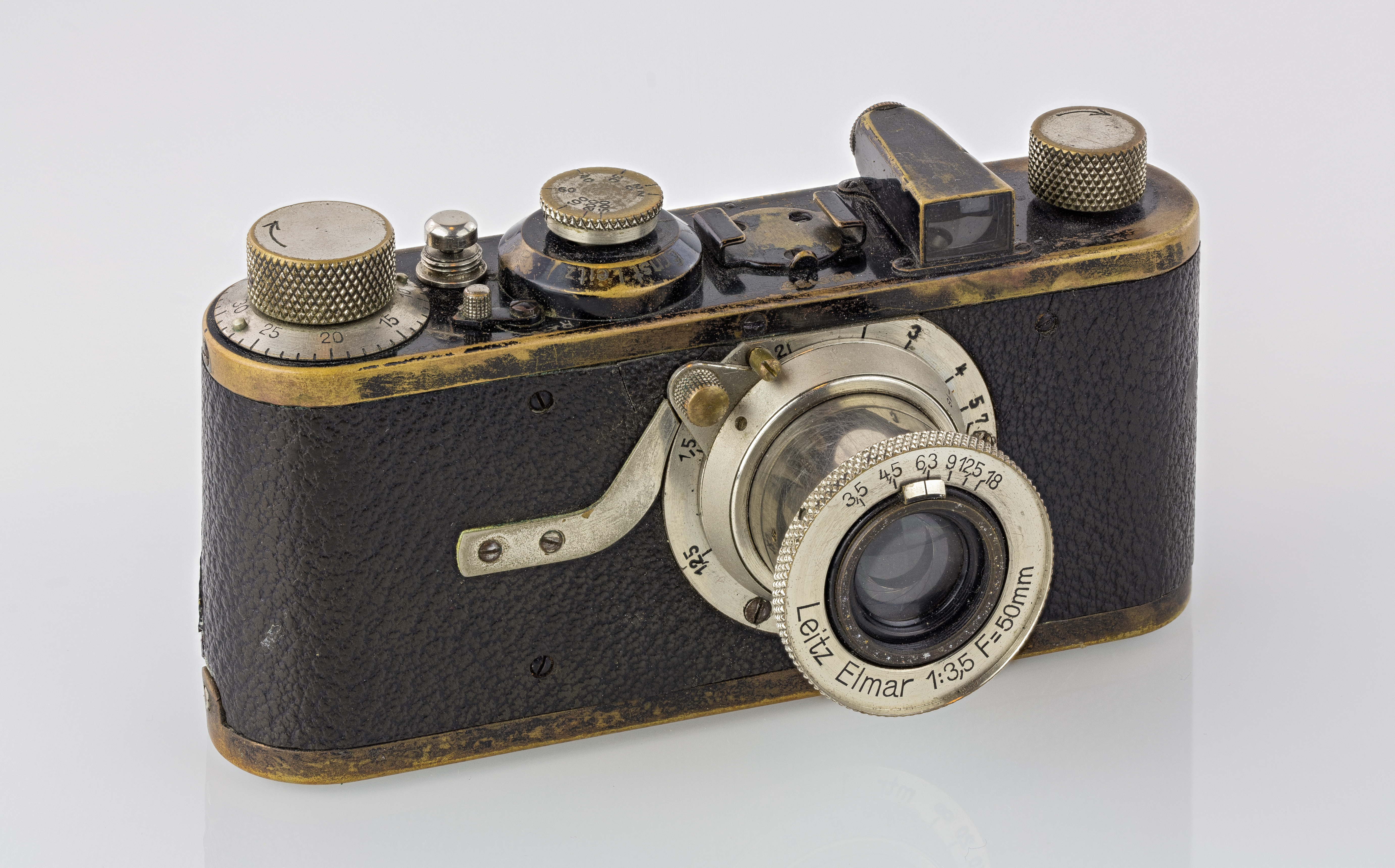
Leica I, erste 35-mm-Kleinbildkamera

Als erste wirklich kompakte Kamera kann die Leica I von Leitz und deren Nachfolgerinnen angesehen werden, die 1925 als erste serienmäßig hergestellte Kleinbildkamera auf den Markt kam. Sie besaß ein versenkbares 50mm-Objektiv, wodurch die Kamera, die kaum größer als ein Brillenetui war, bequem in der Jackentasche mitgeführt werden konnte und somit jederzeit für einen Schnappschuss bereitstand. Als ihr Erfinder gilt Oskar Barnack.

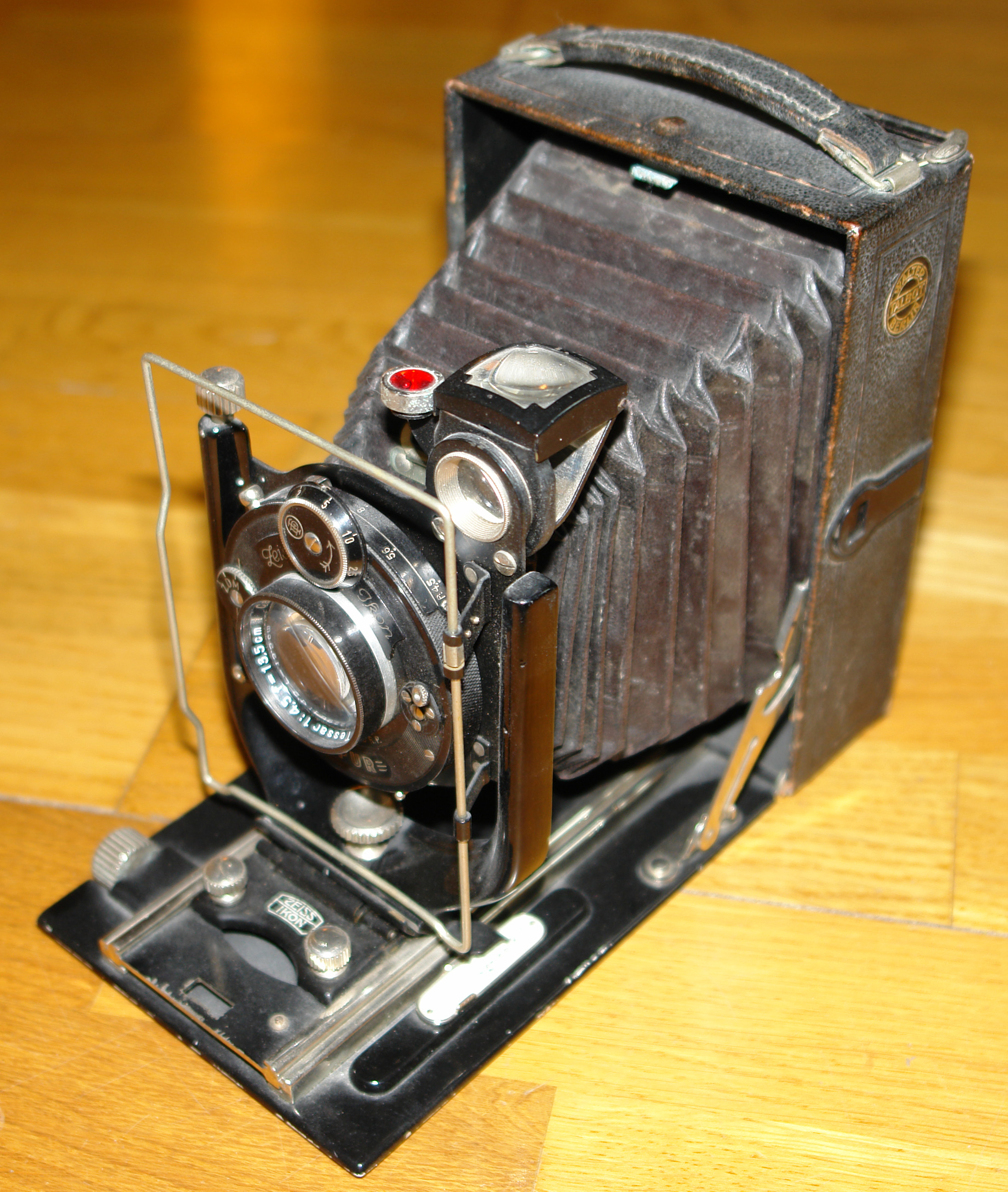
Zeiss Ikon Faltkamera

Daneben gab seit Ende des Ersten Weltkriegs aber auch zunehmend sog. Klappkameras (unter Fotografen auch „Falter“ genannt) mit einem an einem Balgen befestigten, ausklappbaren Objektiv, die meist auf Rollfilm im Format 6×9 bis 4×4 belichteten. In zusammengefalteten Zustand passten sie meist auch noch in eine Tasche, weshalb sie im Vergleich mit den damals üblichen viel größeren und schwereren professionellen Fotoapparaten ebenfalls noch zu den kompakten Kameras gerechnet werden können.

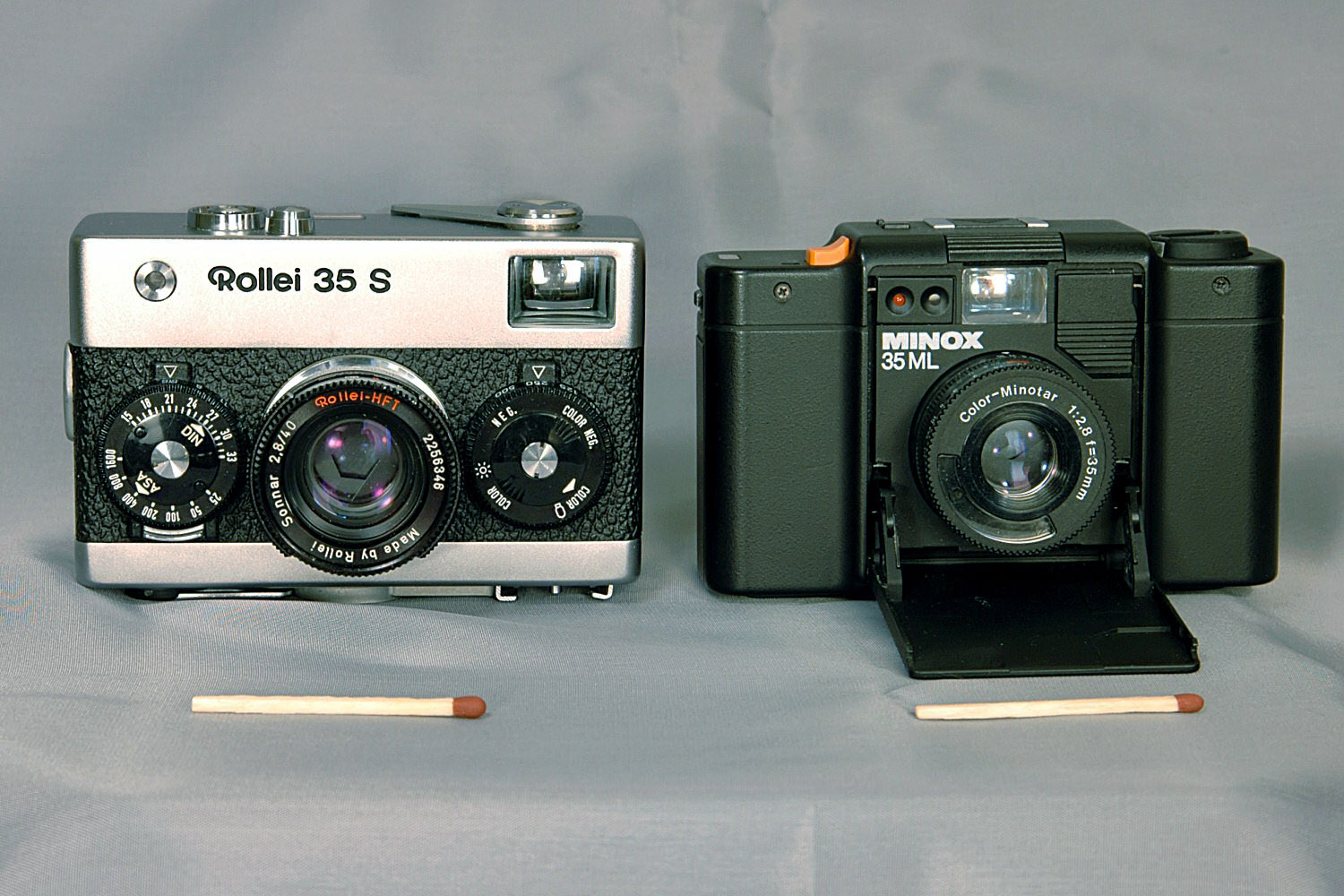
Rollei 35 und Minox 35

Die erste Kleinbildkompaktkamera nach heutiger Definition dürfte wohl die legendäre Rollei 35 gewesen sein, die 1966 auf den Markt kam. Sie wurde von Heinz Waaske in jahrelanger Eigenarbeit entwickelt und bei Franke & Heidecke, welche für ihre Rolleiflex-Mittelformatkameras international bekannt waren, als deren erste Kleinbildkamera gefertigt. Kaum größer als eine Zigarettenschachtel, aber dennoch mit allen Attributen einer „ernsthaften“ Kamera wie vollständige Kontrolle über Zeit und Blende, CdS-Belichtungsmessung und einem hochwertigen Objektiv ausgestattet, wurde sie schnell zu einem Verkaufsschlager. Bald folgten weitere Firmen aus Deutschland und Japan mit ähnlich kompakten Modellen, allen voran seit 1974 die Firma Minox mit ihrer Minox 35, der bis heute kleinsten Kleinbildkamera, die sogar viele digitale Kompaktkameras in der Größe noch unterbietet.

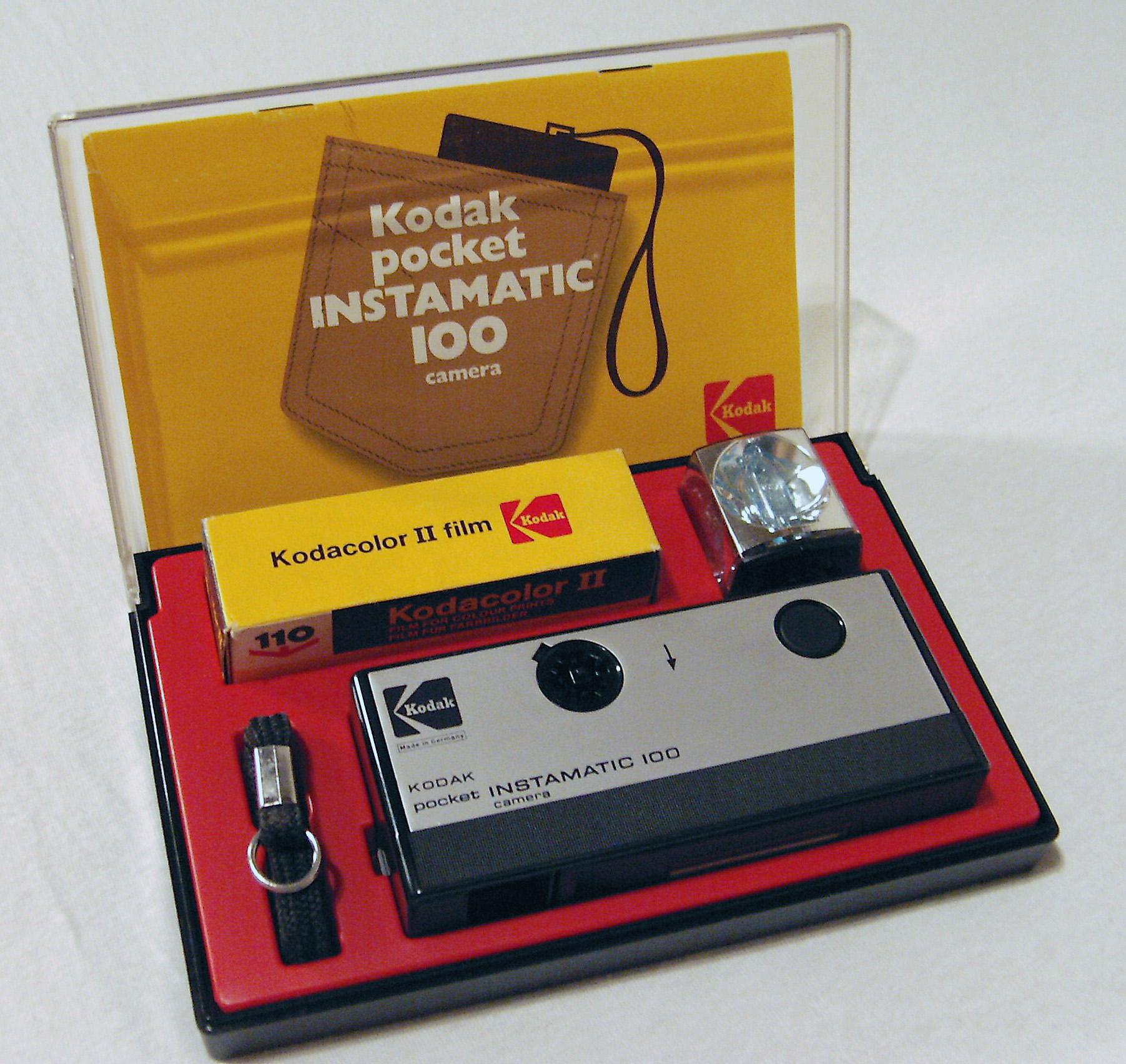
Kodak Pocket Instamatic

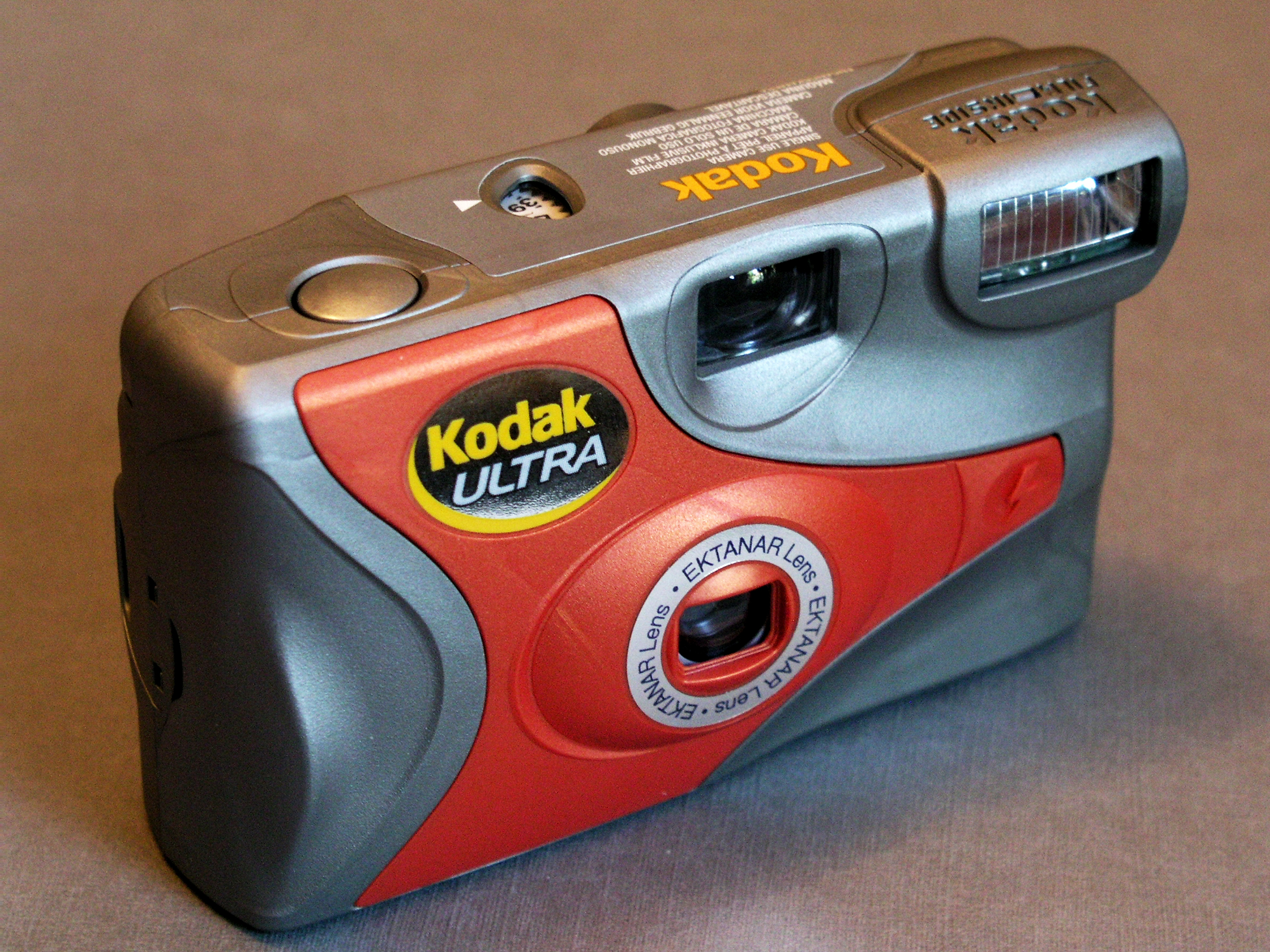
Kodak-Einwegkamera

Parallel begann vor allem in den USA ein Trend zu Kameras, die nicht nur kompakt, sondern auch für solche Anwender bedienbar waren, die noch nie zuvor fotografiert hatten und sich mit den fotografischen Grundlagen auch nicht näher beschäftigen wollten. Dies führte im Laufe der Zeit zu mehreren einfachen, meist vollautomatischen Kompaktkamerasystemen, die mit Filmkassetten in unterschiedlichen Formaten arbeiteten. Zuerst erschien ab 1963 bei Kodak das Instamatic-System, dann folgte noch im gleichen Jahr der deutsche Konkurrent Agfa mit Agfa Rapid, ab 1972 nun wieder von Kodak der Pocketfilm und die dafür nötigen Pocketkameras, und schließlich 1982 noch Kodak Disc. Diese Kassettensysteme erreichten trotz ihrer einfachen Handhabung nie auch nur annähernd die Verbreitung des Kleinbildfilms, der zu dieser Zeit schon längst seinen Siegeszug angetreten hatte und auch für die meisten potentiellen Kompaktkamerakäufer das Mittel der Wahl darstellte. Somit verschwanden alle Kassettensysteme nach einiger Zeit wieder vom Markt.
Ab den späten 70ern gab es die ersten Kompaktkameras mit Autofokus, was bemerkenswert ist, wenn man bedenkt, dass bei den professionellen Spiegelreflexsystemen die Autofokus-Technik erst ein Jahrzehnt später serienreif wurde. Dies lag am viel komplizierteren Aufbau der Spiegelreflexkameras, bei den Kompakten ließ sich die neue Technik für automatisches Scharfstellen dagegen recht einfach umsetzen, da sie hier nicht so präzise und umfangreich sein muss, um zuverlässig scharfstellen zu können. Andererseits ist der Autofokus von Kompaktkameras bis in die heutige Zeit meist wesentlich langsamer als bei Spiegelreflexkameras, was oft zu einer merklichen Auslöseverzögerung führt.
In den unteren Preisklassen waren analoge Kompaktkameras häufig mit sog. Fixfokus-Objektiven ausgestattet, wie man sie heute vornehmlich noch in Einwegkameras, Handy- und Web-Kameras findet.
Digitale Kompaktkameras sind seit Anfang der 90er erhältlich und haben nach einigen Jahren Pionierzeit um die Jahrtausendwende inzwischen eine sehr starke Verbreitung erfahren. Ihre Hersteller bieten oft viele Modelle mit nur geringfügigen Unterschieden gleichzeitig an, der Markt für die digitalen Kompaktkameras ist zudem von einem schnellen Modellwechsel und harten Preiskämpfen geprägt, oft zu Lasten der technischen Entwicklung. In letzter Zeit kamen aber auch einige hochwertige digitale Kompaktkameras heraus, deren Objektive mit Hilfe renommierter Firmen wie Zeiss, Schneider oder Leitz entwickelt wurden und die auch im oberen Preissegment angesiedelt sind.